# محمد بن صالح بن سلطان
محمد بن صالح بن سلطان (ولد في بلدة حريملاء عام 1916م - توفي 12 سبتمبر 2003م) رجل أعمال سعودي، شغل العديد من المناصب من بينها: منصب رئيس مجلس إدارة مؤسسة اليمامة الصحفية، ومدير عام شركة إسمنت اليمامة.

## النشأة
نشأ يتيم الأب، إذ توفي والده في الهند قبل ولادته، ثم تربى في بيت عمه الذي اقترن بوالدته وتعلم القراءة والكتابة وحفظ أجزاء من القرآن الكريم على يد أحد الشيوخ في بلدته حريملاء. سافر إلى مدينة الرياض مع الشيخ حسن بن محمد بن دغيثر في سن مبكرة عام 1930م.

## العمل والمناصب
- التحق مع المجاهدين في مدينة رنية، عمل بعد ذلك في إمارة رنية.
- تدرج في العديد من المناصب منها: كاتب للبرقيات في إمارة نجران ثم كاتب للبرقيات في ديوان الملك عبد العزيز آل سعود في الرياض.
- انتقل بعد ذلك إلى وزارة الدفاع والطيران (وزارة الدفاع حالياً) رئيساً لمكتب الوزير الأمير منصور بن عبد العزيز آل سعود، ثم عين بعد ذلك مديراً لوزارة الدفاع والطيران، وفي عام 1955م صدر الأمر الملكي القاضي بتعيينه وكيلاً عاما لوزارة الدفاع والطيران والمفتشية العامة، واستمر في عمله إلى أن نُقل إلى الديوان الملكي عام 1962م رئيسا ًلمكتب الشؤون الإسلامية في الديوان إلى أن تقاعد.
- شغل منصب مدير عام شركة إسمنت اليمامة السعودية المحدودة بعد التقاعد من العمل الحكومي عام 1963م، وعمل لمدة سنتين ثم انتقل ليشغل منصب مدير عام شركة كهرباء الرياض وضواحيها لمدة عامين أيضا، ثم انتقل من شركة الكهرباء عام 1965م ليتفرغ لإدارة مشاريعه الخاصة.
- اكتسب الشيخ محمد بن صالح بن سلطان خبرة واسعة في الإدارة بحكم عمله في مناصب في الدولة لمدة 33 عاماً.

### المشاريع الخاصة
- بدأ بإدارة وبيع وشراء الأراضي.
- تأسيس المستشفى الوطني ويعد أول مستشفى خاص متكامل في المملكة العربية السعودية.
- تأسيس مصنع للمرطبات تحت مسمى شركة المنتجات الحديثة «كراش».
- تأسيس مؤسسة الصالحية للتجارة والتوكيلات الطبية «وكيل لشركات عالمية في مجال الأدوية والأجهزة طبية» وفروعها في جدة والدمام والرياض.
- تأسيس مؤسسة وردة الصالحية للمفروشات الراقية والأنيقة وفروعها في جدة والدمام والطائف والرياض.
- تأسيس مؤسسة اليمامة الصحفية «جريدة الرياض ومجلة اليمامة» مع عدد من المؤسسين وشغل رئاسة مجلس إدارتها حتى وفاته.
- تأسيس شركة القصيم الزراعية مع عدد من المؤسسين وعمل كعضو مؤسس بالشركة.
- تأسيس بنك الجزيرة السعودي مع عدد من المؤسسين وعمل رئيسا لمجلس إدارة البنك لدورتين.
- عضو بمجلس إدارة البنك الزراعي العربي السعودي.
- عضو بمجلس إدارة شركة الغاز والتصنيع.
- عضو بمجلس إدارة جمعية البر.
- عضو في هيئة تطوير مدينة الرياض.
- رئيسا للمجلس البلدي لمدينة الرياض وهو منصب فخري لمدة 6 سنوات.
- ساهم في تأسيس جمعية إنسان، وهو من الأعضاء المساهمين في تأسيسها وكان عضو بمجلس الإدارة.
- تأسيس المدرسة الصالحية لتحفيظ القرآن الكريم للبنين وللبنات في مسقط رأسه في مدينة حريملاء، وكان يذهب هناك كل عام لتخريج دفعة جديدة من حفظة كتاب الله.
- ساهم في تطوير بلدة حريملاء ببناء دار الجماعة للأحتفالات مع عدد من المساهمين من أهل القرية ومقر نادي الشعيب الرياضي.[3]

### العمل الخيري
تعددت أعمال الشيخ محمد بن صالح بن سلطان التجارية لكنها لا تخلو من أعمال الخير وإعانة المحتاجين وبناء المساجد داخل المملكة العربية السعودية وخارجها في الدول الإسلامية الأخرى.وأقام أبناؤه وبناته جائزة سنوية هي «جائزة الشيخ محمد بن صالح بن سلطان للتفوق العلمي والإبداع لذوي الأحتياجات الخاصة».

## الأبناء
له من الأبناء سلطان ومنصور وخالد وعبد العزيز والبنات نورة ونوف وجواهر وهيفاء وسلطانه وسارة.

## التكريم
تقلد عدداً من الأوسمة منها وسام الملك عبد العزيز من الدرجة الأولى عام 2003 في مهرجان الجنادرية الثقافي من الملك عبد الله بن عبد العزيز ويعد أرفع وسام في المملكة العربية السعودية.

## وفاته
توفي يوم الجمعة 12 سبتمبر سنة 2003م في مدينة الرياض ودفن في مقبرة العود.